# 沼野井春雄

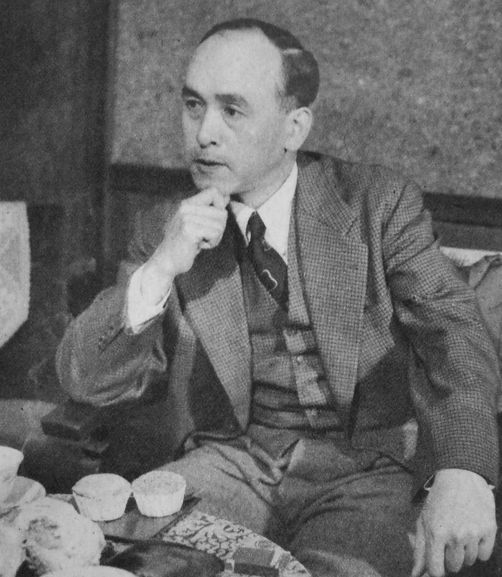
1952年

沼野井 春雄（ぬまのい はるお、1906年3月31日 - 1998年5月14日）は、日本の生物学者。東京大学名誉教授。理学博士。

## 生涯
茨城県水戸市生まれ。東京帝国大学理学部動物学科卒業後、大学院に通いながら旧制浦和高等学校で教鞭をとり、旧制浦和高等学校教授を経て、1949年（昭和24年）に東京大学理学部教授となる。定年退官後は、早稲田大学教育学部理学科生物学専修の教授に就任。。高校課程の生物教育にも大きく貢献し、旺文社より出版された『生物の研究』は特に有名で、ラジオ生物学講座の講師にもなり、多くの後進の生物学者を育てた。
また、早大教授時代は合気道部の部長も務めた。なお、中学は旧制豊山中学(現日本大学豊山高等学校)に学んだが、旧制新潟中学校から転入してきた作家の坂口安吾とは豊山中学時代の同級生である。